# Stradella (Lombardei)
Stradella ist eine italienische Gemeinde mit 11.459 Einwohnern (Stand 31. Dezember 2023) in der Provinz Pavia in der Region Lombardei.

## Geographie und Verkehr
Stradella liegt etwa 15 Kilometer südöstlich von Pavia. Knapp 5 Kilometer östlich der Gemeinde ist die Grenze zur Emilia-Romagna. Eine größere Nachbargemeinde von Stradella ist das knapp 9400 Einwohner zählende Broni.
Der Bahnhof Stradella ist ein Endpunkt der Bahnstrecke Pavia–Stradella und ist an die Bahnstrecke Alessandria–Piacenza angebunden.
2015 eröffnete Zalando hier ein Logistikzentrum.

## Persönlichkeiten
- Giuseppe Baldrighi (1722–1803), Maler des Rokoko
- Agostino Depretis (1813–1887), Jurist und Staatsmann